# Phyllostegia waimeae
Phyllostegia waimeae är en kransblommig växtart som beskrevs av Heinrich Wawra. Phyllostegia waimeae ingår i släktet Phyllostegia och familjen kransblommiga växter. Inga underarter finns listade i Catalogue of Life.